# 尤里·哈菲克
尤里·哈菲克（荷蘭語：Yoeri Havik，1991年2月19日—），荷兰男子自行车运动员，2019年欧洲运动会男子麦迪逊赛银牌得主、2019年欧洲场地自行车锦标赛男子麦迪逊赛银牌得主、2021年欧洲场地自行车锦标赛男子麦迪逊赛金牌得主、2022年世界场地自行车锦标赛男子记分赛金牌得主。